# AA Supergasbrás
AA Supergasbras (portugisiska: Associação Atlética Supergasbras) var en volleybollklubb från Rio de Janeiro, Brasilien. Klubben var knuten till det brasiliansk fossilenergiföretaget Supergasbras. Den var framgångsrik under 1980-talet då den spelade sex finaler i rad och blev brasilianska mästare tre gånger (1983, 1985 och 1986). Under samma period kom de även tvåa i Campeonato Sudamericano de Clubes de Voleibol Femenino tre gånger.